# Бат (Беркли Спрингс, Западна Вирџинија)
Бат (енгл. Bath (Berkeley Springs)) град је у америчкој савезној држави Западна Вирџинија.

## Демографија
По попису из 2010. године број становника је 624, што је 39 (-5,9%) становника мање него 2000. године.
| Група             | 2000.       | 2010.       |
| Белци             | 642 (96,8%) | 592 (94,9%) |
| Афроамериканци    | 11 (1,7%)   | 0 (0,0%)    |
| Азијати           | 0 (0,0%)    | 2 (0,3%)    |
| Хиспаноамериканци | 4 (0,6%)    | 17 (2,7%)   |
| Укупно            | 663         | 624         |